# Brottsprovokation
Brottsprovokation är en metod för polis att eftersöka och avslöja brott eller brottsling genom att provocera fram vidare brott, exempelvis genom att agera köpare av kriminella tjänster eller genom att medverka till brottet (se också concursus necessarius). Om polisen tagit initiativ till brottet så är det en klar brottsprovokation.
I flera rättsordningar har polis rätt att använda sig av brottsprovokation i vissa fall, till exempel i USA (där ofta kallat sting operation).

## Sverige
I Sverige är polisens möjligheter att använda sig av brottsprovokation inte lagreglerade, men det är ändå klart att det inte kan användas för att få någon fälld, vilket har uttalats av Högsta domstolen. Förbudet mot brottsprovokationen följer i huvudsak av Europakonventionens artikel 6.1 om rätt till en rättvis rättegång, särskilt av Europadomstolens dom i målet Teixeira de Castro mot Portugal, 1998.
Ett exempel på brottsprovokation i Sverige är rättsfallet NJA 2007 s 1037, det så kallade Nationalmuseumfallet, där den konstaterade provokationen fick till följd att de tilltalade frikändes i Högsta domstolen. Polisen hade fått tips från amerikanska FBI vilka som kunde sälja tavlan. Svensk polis och FBI mötte en svensk i Köpenhamn, efter att polisen utgett sig för att vara köpare. Svensken hade tre medhjälpare och alla greps. De dömdes i lägre instanser, som alla höll med om att otillbörlig brottsprovokation ägt rum men att det inte hindrade ansvar, men Högsta domstolen ansåg att de tilltalades rätt till en rättvis rättegång hade blivit oåterkalleligen undergrävd. Det fanns därför inte förutsättningar för att åtala och döma dem för de aktuella häleribrotten.
År 2003 föreslog ombudsmannen mot etnisk diskriminering, Margareta Wadstein, att provocerande metoder skulle få användas för att bevisa diskriminering. Folkpartisten Torkild Strandberg stödde detta förslag med hänvisning till att det finns svåra brott som kräver nya brottsbekämpningsmetoder. I riksdagsmotionen 2012/13:Ju385 föreslog riksdagsledamoten Kent Ekeroth att möjligheten att införa brottsprovokation skulle införas.

## Bevisprovokation
Bevisprovokation är en liknande metod använd av polis och andra myndigheter, där man konfronterar en misstänkt brottsling för att få fram bevis för tidigare begångna brott.
Skolexemplet på bevisprovokation att en civilklädd polis agerar som köpare av droger och låter en säljare visa upp varan. Då griper polisen säljaren för innehav.
Skillnaden mot brottsprovokation är att man inte försöker få den misstänkta att begå ett nytt brott. Om drogförsäljaren först kontaktar polisen och erbjuder försäljning, är det en klar bevisprovokation att vänta tills varan kommit fram innan försäljaren grips. Om däremot polisen tagit initiativ till försäljningen och försäljaren inte har några droger på lager men - enbart på grund av polisens uttalade önskan - aktivt skaffar sig drogen för att kunna sälja den, så är det en klar brottsprovokation (så var fallet i Europadomstolens dom i målet Teixeira de Castro mot Portugal, 1998, vilket fällde landet till ansvar för brott mot artikel 6.1 i Europakonventionen). Det finns många oklara gränsfall.